# Mike Mainieri

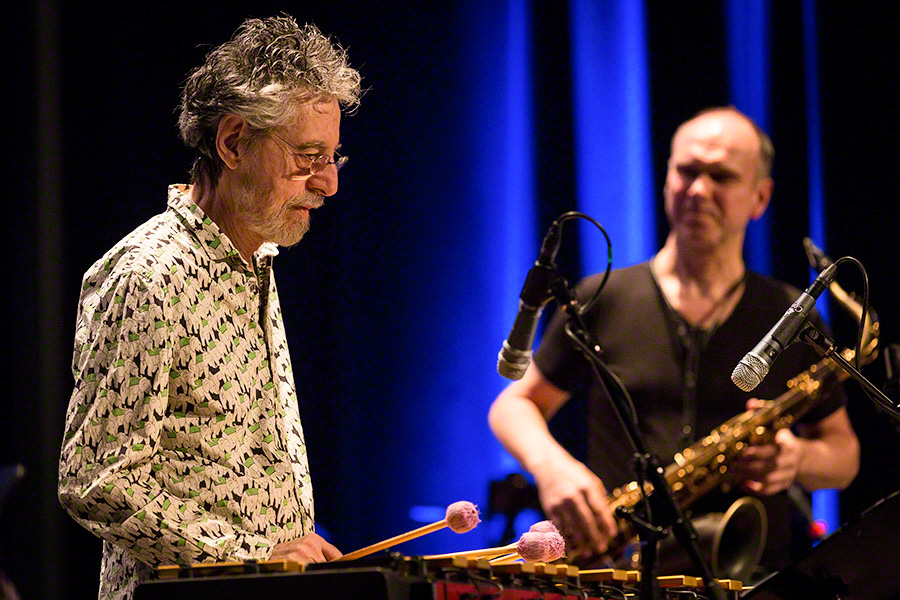
Mainieri, Oslo (2016)

Mike Mainieri est un vibraphoniste, compositeur et arrangeur américain de jazz né le 24 juillet 1938 à New York (États-Unis).

## Éléments biographiques
Mike Mainieri écrit des morceaux pour Vibraphone seul (tel que Solo Vibes, dans Live in Tokyo 1986) qui font sonner cet instrument, préalablement modifié, comme un orchestre au grand complet, les basses, les chants et contre-chants y sont présents.
Un de ses plus beaux chorus est probablement celui de Beirut (sur le disque Magnetic).
Mike Mainieri est le fondateur du groupe Steps Ahead. Il est le compositeur de nombreuses œuvres telles que Sara's Touch, Beirut, Oops…
Il a joué aussi avec le groupe britannique Dire Straits, sur l'album Love over Gold (Private Investigations et Love over Gold) et sur l'album Brothers in Arms (Ride Across the River).
En 1993, il se marie avec la chanteuse et harpiste Dee Carstensen, avec qui il a une fille.

## Discographie
- 1962 : Blues on the Other Side
- 1967 : Insight
- 1968 : Journey Through an Electric Tube
- 1972 : White Elephant (Vol. 1)
- 1977 : Love Play
- 1978 : Free Smiles
- 1981 : Wanderlust
- 1994 : An American Diary  (Vol. 1) 
  - White Elephant, Vol. 2
- 1996 :  Live at Seventh Avenue South
- 1999 : An American Diary, Vol. 2: The Dreamings 
  - Man Behind Bars
- 2006 : Northern Lights
- 2009 : Twelve Pieces
- 2010 : Crescent 	 
  - Trinary Motion[2]